# Renan dos Santos Paixão
Renan dos Santos Paixão, auch einfach nur Renan (* 28. Juli 1996 in São Paulo), ist ein brasilianischer Fußballspieler.

## Karriere
Renan erlernte das Fußballspielen in den Jugendmannschaften von Red Bull Brasil und SE Palmeiras. Von Mitte 2016 bis Ende 2016 stand er beim brasilianischen Verein Atlético Monte Azul unter Vertrag. Über die brasilianische Station Foz do Iguaçu FC wechselte er 2018 nach Asien. Hier unterschrieb er einen Vertrag bei Renofa Yamaguchi FC. Der Verein aus Yamaguchi, einer Großstadt in der Präfektur Yamaguchi auf Honshū, der Hauptinsel von Japan, spielte in der zweithöchsten Liga des Landes, der J2 League. Hier bestritt er 149 Ligaspiele. Nach sieben Spielzeiten wechselte er im Januar 2025 zum Drittligisten Kagoshima United FC.